# Concierto

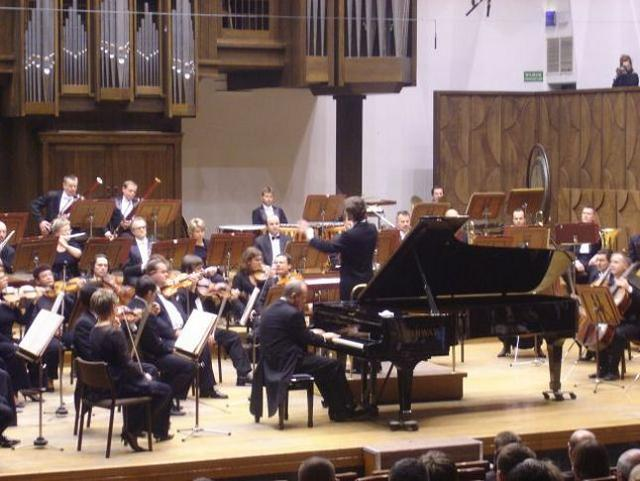
Concierto de música clásica.

Un concierto es una expresión cultural musical en la «que se ejecutan composiciones sueltas».
En el ámbito de la música clásica occidental también es la forma musical en la que los materiales melódicos, rítmicos y armónicos se combinan en una composición, determinando así la cualidad sonora global de una pieza. Designa la forma de relacionarse las diversas voces que intervienen en una pieza musical, entendiendo como voces diversas líneas melódicas simultáneas, sean vocales o instrumentales.
Existe un momento, llamado cadenza o cadencia, al final de algunos movimientos, donde el solista toca sin acompañamiento, exponiendo su técnica. Durante el siglo XVIII esta parte frecuentemente no era escrita en la partitura, siendo improvisada o escrita por el instrumentista de acuerdo a sus gustos y capacidades. Muchas de estas cadenzas fueron publicadas y aún hoy diferentes interpretaciones del mismo concierto pueden incluir las escritas por diferentes compositores.

## Historia

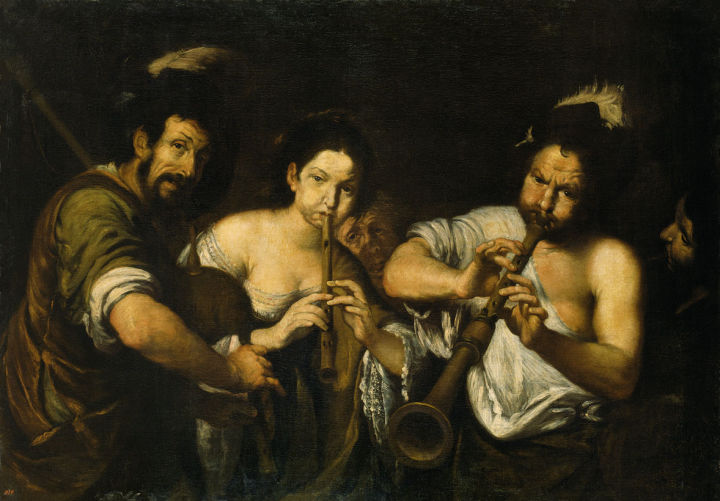
Kontsert de Bernardo Strozzi, 1630.

Aunque no se conozca un origen exacto, las actuaciones de malabaristas en la Edad Media, con intervenciones instrumentales y vocales pueden prefigurar lo que sería un concierto. Pero tal parece que el concierto se había establecido en Italia a fines del siglo XVI, donde exponían diferentes tipos de instrumentales. Más tarde en el siglo XVII, los conciertos se extendieron hasta Lübeck, Alemania, donde las veladas musicales continuaron hasta la década de 1620, extendiéndose de Alemania a Suiza. En Inglaterra ya existían numerosos conciertos a partir de 1640, organizados al principio en tabernas y habitaciones, donde se concretaban las sociedades musicales.
En el siglo XVIII el concierto se extiende a Francia. En París, la Real Academia de Música tenía el privilegio de limitar la posibilidad de conciertos públicos, pero nace el Concierto Espiritual y está se convierte en un gran éxito desde 1725. En la década de 1770, surgieron los conciertos calificados de semipúblicos: Concert de la Loge Olympique y Concert des Amateurs. Mientras tanto, comienza el desarrollo de los café-concert, sitios en que se podía comer y presenciar espectáculos musicales.
En otras ciudades francesas como Grenoble, Nantes o Burdeos se celebraban conciertos, a menudo por academias o instituciones como la masonería. Estas compañías a su vez se congregaban a partir tanto de aficionados como de músicos profesionales. Los conciertos se hacen más regulares, apareciendo los conciertos "benéficos" y los "espirituales", primero en Francia y luego también en otras capitales europeas como Viena y Moscú.
El estallido de la Revolución Francesa tiene efectos contradictorios sobre los conciertos que conducen a la desaparición de algunas academias, aunque paralelamente se desarrollan los teatros, algunos de los cuales son de interés para los conciertos actuales, como el Feydeau de París.

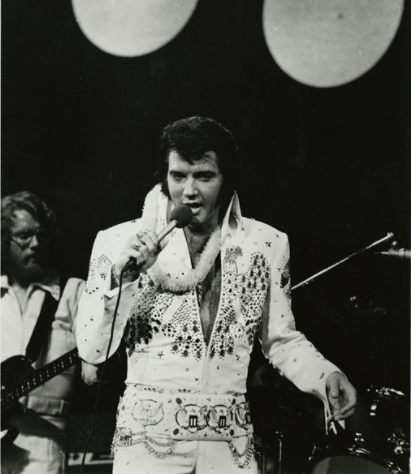
Elvis Presley en 1973 durante el concierto Aloha from Hawaii vía satélite visto por más de un billón y medio de personas

En América, aún bajo dominio colonial europeo —Inglaterra y Francia en América del Norte, Portugal en Brasil, España sobre el resto—, el concierto se hace conocido en la medida de lo que sucede en las metrópolis.  Ya en el siglo XIX comienza una diversificación de conciertos: vocales e instrumentales, inclusive aquellos interpretados por un solo instrumentista. Con la creación de la orquesta moderna nace el concierto orquestal. Poco antes de 1850 aparece la Sociedad Filarmónica de Londres y el Musikfreunde Gesellschaft en Viena. En la segunda mitad del siglo, otros conjuntos musicales se crean con el deseo de hacer el espectáculo más accesible, tanto en lo musical como en lo económico, con la Orquesta Lamoureux y los Conciertos Colonne.
Este tipo de conciertos prospera incluso ya entrado el siglo XX. Si bien aquí el concierto en vivo se enfrenta a la competencia del disco y de la radio que muchas veces los transmitía, restándole espectadores, las orquestas continúan multiplicándose y el fenómeno se extiende a otros continentes, inclusive a países como China y Japón. Adquieren reconocimiento los cantantes y las giras de conciertos en sus respectivos países y por el extranjero.
Resurge la cadenza, que si bien se empezó a configurar en el Barroco, aquí se vuelve la característica distintiva del concierto. Generalmente se encuentra al final del primer o tercer movimiento, aunque en algunos casos también se puede encontrar en el segundo.
Luego de la Primera Guerra Mundial llega a Europa el jazz estadounidense y los conciertos de este género, como lo hace más tarde el rock, del mismo origen y que a su vez con el tiempo se hacen conocidos en todo el mundo. A partir de allí nacen los conciertos dedicados a diferentes estilos musicales, con espectáculos que van desde orquestas plenas de instrumentos a pantallas con luces y sonidos mezclados por un DJ.
La necesidad del público por concurrir masivamente a ver a los artistas musicales en vivo, surge a partir de las primeras presentaciones de Elvis Presley donde el artista comienza a desplegar  conjuntamente con su música, toda una estética rupturista que incluía un atuendo personal distintivo acompañados de sensuales movimientos corporales. Hasta ese momento las presentaciones musicales dentro de los Estados Unidos se limitaban a teatros, estaciones de radio o eventos festivos específicos 

## Tipos

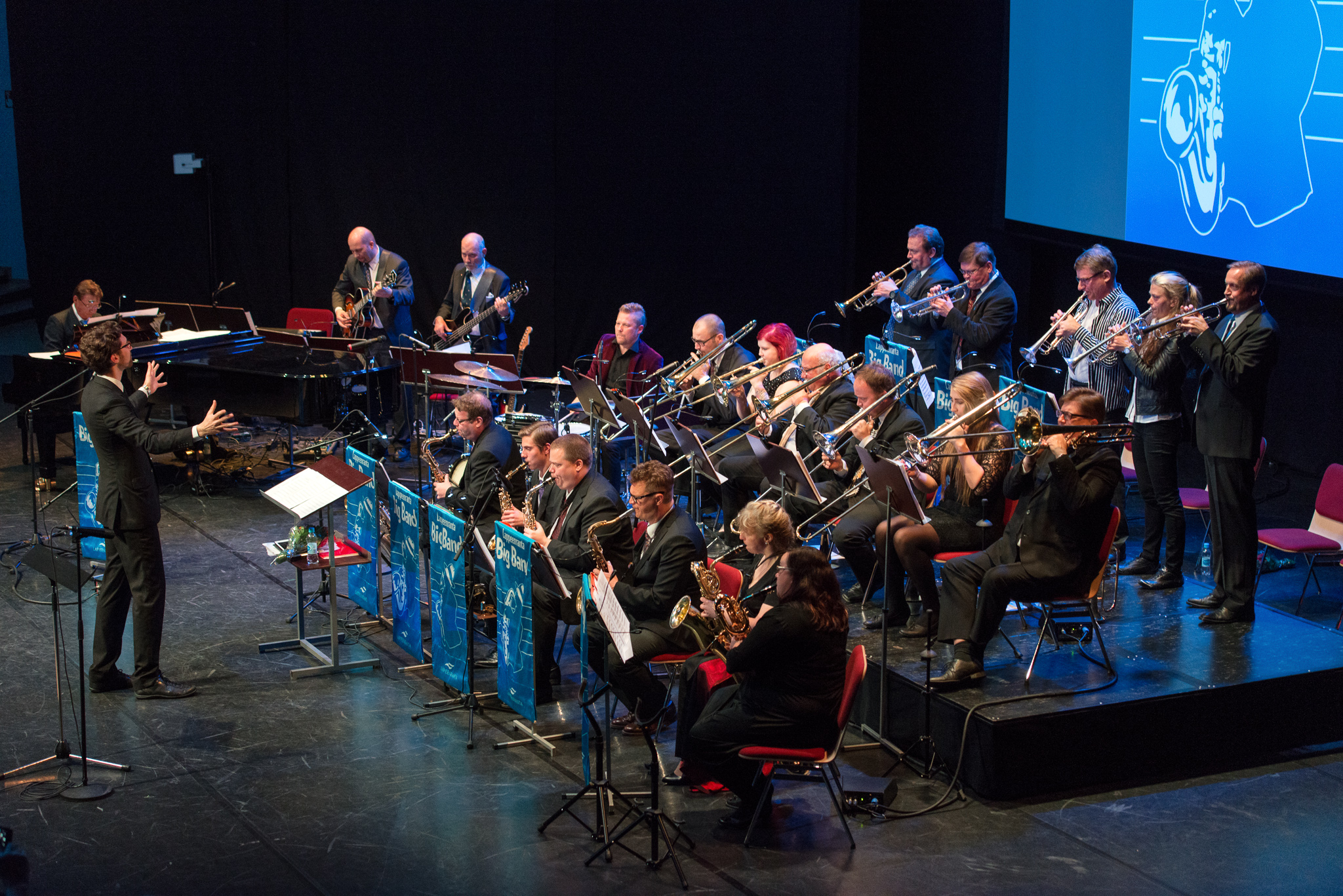
Concieto en Lappeenranta, Finlandia en 2015

Concierto clásico, romántico o virtuoso
Participan un instrumento solista, con gran capacidad expresiva y virtuosismo, que centra la atención del concierto. La orquesta suele tener una finalidad acompañante. En este periodo hay más libertad en la forma, por lo que es habitual que se altere el orden y la cantidad de los movimientos, un ejemplo claro es la orquesta sinfónica y la ópera. También se denomina concerto.
Concierto en época moderna
Los llamados recitales, son una forma de presentar las nuevas bandas o las canciones de las bandas clásicas. Generalmente se hace una presentación de teloneros y posteriormente la banda principal.

## Festival de música

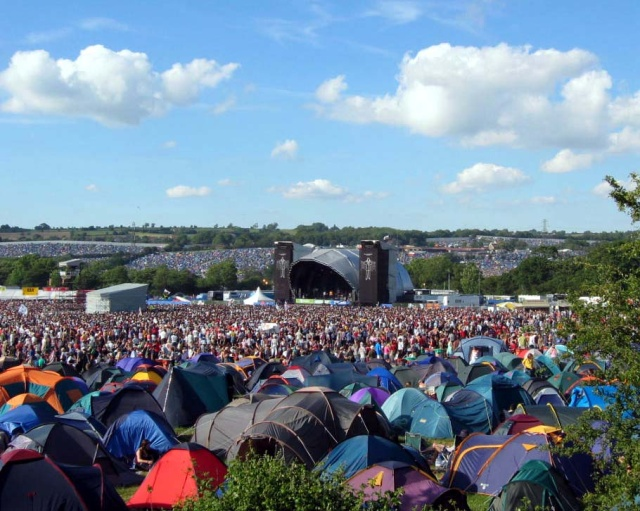
Festival de Glastonbury, 2004.

Los festivales de música son conciertos que involucran un mayor número de artistas, especialmente aquellos que duran varios días. A diferencia de otros conciertos, suele haber un solo género de la música o el trabajo de un artista en particular, los festivales suelen cubrir un amplio espectro de la música y las artes como por ejemplo los festivales al aire libre Debido a su tamaño. Las plataformas en los festivales son cada vez más populares, tales como Cruise Jam, que es un festival que se celebra en un crucero, así como Holidaze Maya que es una fiesta celebrada en el destino Tulum. 
Algunos ejemplos de los festivales más populares son:
- Quilmes Rock
- Pepsi Music
- Big Day Out
- Festival de Salzburgo
- Tomorrowland
- Graspop Metal Meeting
- Rock in Rio
- TIM Festival
- Festival Internacional de la Canción de Viña del Mar
- Festival Primavera Fauna
- Cumbre del Rock Chileno
- Rockout Fest
- Semanas Musicales de Frutillar
- Medellín, Festival Internacional Altavoz
- Río Negro, Festival Internacional Rock al Río
- Bogotá Góspel
- Festival Estéreo Picnic
- Rock al Parque
- El medusa
- Dreambeach
- Arenalsound
- Leyendas del Rock
- Lollapalooza
- Electric Daisy Carnival
- Festival de Música y Artes de Coachella Valley
- Festival de Woodstock
- Newport Jazz Festival
- Warped Tour
- Festival de Glastonbury
- Summer Breeze Open Air
- Wacken Open Air
- Rockwave Festival
- Oxegen Festival
- Festival Presidente de la Música Latina
- Pa'l Norte
- Machaca Fest
- Vive Latino
- Cosquín Rock Perú

## Gira de conciertos
Una gira de conciertos es una serie de conciertos por un artista o grupo de artistas en diferentes ciudades o localidades. A menudo giras de conciertos se nombran, para diferenciar distintos recorridos por el mismo artista y asociar un viaje específico con un álbum en particular o producto (por ejemplo: World Slavery Tour). Especialmente en el mundo de la música popular, este tipo de giras pueden llegar a ser grandes empresas que duran varios meses o incluso años, son vistos por cientos de miles o millones de personas, y traer millones de dólares (o su equivalente) de los ingresos de venta de entradas.
Los diferentes segmentos de giras de conciertos más largos son conocidas como etapas. Los diferentes etapas de un recorrido se denotan de diferentes maneras, dependiendo del artista y el tipo de tour, pero el medio más común de separar las etapas son las fechas (especialmente si hay un largo descanso en algún momento), los países o continentes, o diferentes actos de apertura. En las grandes giras de conciertos cada vez es más común que las diferentes etapas de emplear equipos de producción de gira por separado y equipos, locales de cada región geográfica. Las giras de conciertos a menudo se administran a nivel local por los promotores de conciertos o por la realización de los presentadores de artes. Por lo general, las pequeñas giras de conciertos son administradas por un asistente mientras que las grandes giras de conciertos son administrados por un mánager.

### Giras benéficas

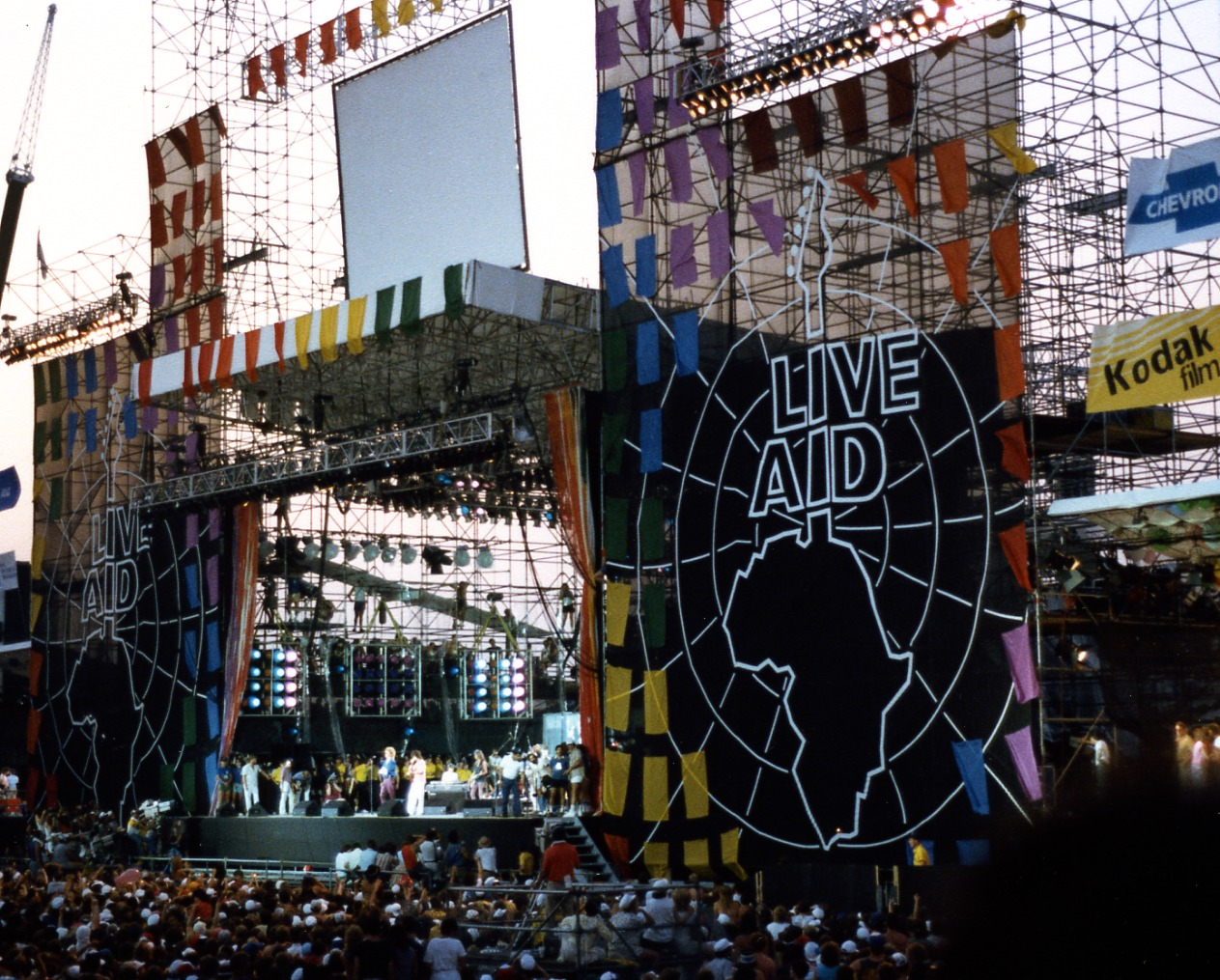
Live Aid (1985)

Un concierto benéfico o de caridad es un concierto o espectáculo con músicos, comediantes, u otros artistas que se manifiestan a un fin caritativo, a menudo dirigida a una crisis humanitaria específica o inmediata. Los conciertos a beneficio pueden tener dos objetivos: los que incluyen la sensibilización acerca de un tema como la miseria en África o que apoya a una nación después de un desastre; otros objetivos son la recaudación de fondos e influir en la legislación.
Los conciertos benéficos se hicieron populares después de que, en 1971, tuviese lugar el Concierto para Bangladesh, organizado por el ex-beatle George Harrison. Sin embargo, la mayoría de los conciertos de carácter benéfico que se realizan hoy en día son consecuencia posterior a la aparición de Live Aid de Bob Geldof (CBC). Los dos conciertos beneficios más grandes de todos los tiempos, en tamaño fueron los Live 8 y el Live Earth, ambos con millones de espectadores en todo el mundo. Se especula que el constatado aumento en el tamaño de los conciertos desde el primer Live Aid aumentó, y así los conciertos benéficos se han vuelto tan grandes como la tragedia que los motiva, añadiendo así una proporcional y justificada legitimación.